# Glischropus bucephalus
Glischropus bucephalus — вид ссавців родини лиликових. 

## Етимологія
Видовий епітет (що означає "бикоголовий") стосується масивної і підвищеної лобової області нового виду по відношенню до його родичів.

## Опис
Невеликих розмірів, з довжиною передпліччя між 32,1 і 35,7 мм і вагою близько 7 гр.
Шерсть довга. Загальне забарвлення тіла темно-коричневе, з кінчиками волосся жовтувато-коричневого кольору. Морда широка, з двома залозистими масами з боків. Вуха середнього розміру, добре відокремлені один від одного, з заокругленим темним кінцем. Крилові мембрани прикріплені до задньої частини основи пальців стопи. Хвіст довгий і повністю включається у велику хвостову мембрану.

## Проживання
Країни проживання: Камбоджа, Таїланд, В'єтнам. Живе у вторинних лісах, гірських вічнозелених лісах і луках, де є гігантські бамбукові рослини.

## Звички
Знаходить притулок всередині бамбукових палиць, особливо між вузлами.